# Rex Gildo/Diskografie
Diese Diskografie ist eine Übersicht über die musikalischen Werke des deutschen Schlager-Sängers Rex Gildo. Den Quellenangaben zufolge hat er bisher mehr als 39 Millionen Tonträger verkauft.

## Alben

### Studioalben
| Jahr | Titel                                                  | Höchstplatzierung, Gesamtwochen/‑monate, AuszeichnungChartplatzierungen (Jahr, Titel, Platzierungen, Wochen/Monate, Auszeichnungen, Anmerkungen) | Höchstplatzierung, Gesamtwochen/‑monate, AuszeichnungChartplatzierungen (Jahr, Titel, Platzierungen, Wochen/Monate, Auszeichnungen, Anmerkungen) | Höchstplatzierung, Gesamtwochen/‑monate, AuszeichnungChartplatzierungen (Jahr, Titel, Platzierungen, Wochen/Monate, Auszeichnungen, Anmerkungen) | Anmerkungen                          |
| Jahr | Titel                                                  | DE | AT | CH | Anmerkungen                          |
| ---- | ------------------------------------------------------ | --- | --- | --- | ------------------------------------ |
| 1966 | Rex Gildo                                              | DE13 (4 Mt.)DE | — | — | Erstveröffentlichung: 1966           |
| 1967 | Schlager Rendezvous mit Rex Gildo                      | — | — | — | Erstveröffentlichung: 1967           |
| 1969 | Rex                                                    | — | — | — | Erstveröffentlichung: 1969           |
| 1970 | Ich geh’ mit dir                                       | — | — | — | Erstveröffentlichung: 1970           |
| 1971 | Rex Gildo (1971)                                       | — | — | — | Erstveröffentlichung: 1971           |
| 1972 | Mein Autogramm                                         | — | — | — | Erstveröffentlichung: 1972           |
| 1973 | Verliebt…                                              | — | — | — | Erstveröffentlichung: 1973           |
| 1973 | Meine Lieder zur Weihnachtszeit                        | — | — | — | Erstveröffentlichung: 1973           |
| 1975 | Verliebt in Südamerika                                 | — | — | — | Erstveröffentlichung: 1975           |
| 1975 | Der letzte Sirtaki – Schlager-Rendezvous mit Rex Gildo | — | — | — | Erstveröffentlichung: 1975           |
| 1976 | Lieder sind die besten Freunde                         | — | — | — | Erstveröffentlichung: 1976           |
| 1976 | Nimm’ die Zeit für die Liebe                           | — | — | — | Erstveröffentlichung: 1976           |
| 1976 | So klingt’s mit Rex                                    | — | — | — | Erstveröffentlichung: 1976           |
| 1977 | La Fiesta – Rex Gildo in Südamerika                    | — | — | — | Erstveröffentlichung: 1977           |
| 1977 | Neue Lieder                                            | — | — | — | Erstveröffentlichung: 1977           |
| 1978 | Komm’ nach haus                                        | — | — | — | Erstveröffentlichung: 1978           |
| 1980 | Feuer im Wind                                          | — | — | — | Erstveröffentlichung: 1980           |
| 1980 | Hallo Jamaica                                          | — | — | — | Erstveröffentlichung: 1980           |
| 1981 | Gestatten, Rex Gildo                                   | — | — | — | Erstveröffentlichung: 1981           |
| 1982 | Einander versteh’n                                     | — | — | — | Erstveröffentlichung: 1982           |
| 1989 | Erinnerung an deine Zärtlichkeit                       | — | — | — | Erstveröffentlichung: 1989           |
| 1994 | Im Namen der Sehnsucht                                 | — | — | — | Erstveröffentlichung: 1994           |
| 1996 | Gefühle des Lebens                                     | — | — | — | Erstveröffentlichung: 1. Januar 1996 |
| 1997 | Absolute Liebe                                         | — | — | — | Erstveröffentlichung: 21. Juli 1997  |
| 1999 | …sonst gar nichts                                      | — | — | — | Erstveröffentlichung: 7. April 1999  |

grau schraffiert: keine Chartdaten aus diesem Jahr verfügbar

### Kompilationen
| - 1977: Das große Star-Portrait - 1988: Rex Gildo ’88 - 1989: Das große deutsche Schlager-Archiv (mit Gitte Hænning) - 1990: Nur ein Wort von dir - 1992: Fiesta Rexicana – Seine großen Erfolge - 1993: Gitte & Rex (mit Gitte Hænning) - 1994: Meine größten Erfolge - 1995: Das Beste für meine Freunde - 1995: Fiesta Mexicana - 1996: Einfach das Beste - 1999: Dich gibt’s nur einmal - 1999: Party-Mix-Album - 1999: Meine Lieder zur Weihnachtszeit - 2000: Unvergesslich - 2000: Carmen Nebel präsentiert - 2000: Erfolge - 2000: Fiesta | - 2000: Marie, mein letzter Tanz - 2000: Hossa - 2000: Speedy Gonzales - 2000: Wenn es sein muss, kann ich treu sein - 2000: Denk’ an mich in der Ferne - 2002: Remember Rex Gildo - 2002: Zucker fällt vom Himmel - 2004: Was ist schon eine Nacht - 2004: Fiesta, Fiesta - 2005: Schlager & Stars - 2007: Hautnah – die Geschichten meiner Stars - 2009: Dieter Thomas Heck präsentiert: 40 Jahre ZDF Hitparade - 2009: Hasta la vista – das Beste - 2009: Hits & Raritäten - 2011: Lass uns jeden Tag zusammen träumen - 2011: Sexy Rexy - 2014: Best of |

## Singles
| Jahr | Titel Album                                     | Höchstplatzierung, Gesamtwochen/‑monate, AuszeichnungChartplatzierungen (Jahr, Titel, Album, Platzierungen, Wochen/Monate, Auszeichnungen, Anmerkungen) | Höchstplatzierung, Gesamtwochen/‑monate, AuszeichnungChartplatzierungen (Jahr, Titel, Album, Platzierungen, Wochen/Monate, Auszeichnungen, Anmerkungen) | Höchstplatzierung, Gesamtwochen/‑monate, AuszeichnungChartplatzierungen (Jahr, Titel, Album, Platzierungen, Wochen/Monate, Auszeichnungen, Anmerkungen) | Anmerkungen                                                                       |
| Jahr | Titel Album                                     | DE | AT | CH | Anmerkungen                                                                       |
| ---- | ----------------------------------------------- | --- | --- | --- | --------------------------------------------------------------------------------- |
| 1959 | 7 Wochen nach Bombay –                          | DE13 (5 Mt.)DE | — | — | Erstveröffentlichung: 1. Dezember 1959                                            |
| 1960 | Yes, My Darling! –                              | DE13 (3 Mt.)DE | — | — | Erstveröffentlichung: 1. Januar 1960 mit Conny Froboess                           |
| 1960 | …und dann fuhren Sie wieder nach Jamaika –      | DE45 (2 Mt.)DE | — | — | Erstveröffentlichung: 1. April 1960                                               |
| 1960 | Va Bene –                                       | DE6 (5 Mt.)DE | — | — | Erstveröffentlichung: 1. Juni 1960                                                |
| 1960 | Das Ende der Liebe –                            | DE8 (4 Mt.)DE | — | — | Erstveröffentlichung: 1. November 1960                                            |
| 1961 | Hast du das alles vergessen? –                  | DE45 (1 Mt.)DE | — | — | Erstveröffentlichung: 1. März 1961                                                |
| 1961 | Firulin –                                       | DE40 (1 Mt.)DE | — | — | Erstveröffentlichung: 1. April 1961 mit Conny Froboess                            |
| 1961 | Rosina –                                        | DE33 (1 Mt.)DE | — | — | Erstveröffentlichung: 1. Juli 1961                                                |
| 1962 | Geh’ nicht vorbei –                             | DE14 (4 Mt.)DE | — | — | Erstveröffentlichung: 1. April 1962                                               |
| 1962 | Speedy Gonzales –                               | DE1 (6 Mt.)DE | — | — | Erstveröffentlichung: 1. Juni 1962                                                |
| 1963 | Maddalena –                                     | DE4 (4 Mt.)DE | — | — | Erstveröffentlichung: 1. Januar 1963                                              |
| 1963 | Zwei blaue Vergißmeinnicht –                    | DE4 (6 Mt.)DE | — | — | Erstveröffentlichung: 1. März 1963                                                |
| 1963 | Liebe kälter als Eis –                          | DE2 (1 Mt.)DE | — | — | Erstveröffentlichung: 1. Juni 1963                                                |
| 1963 | Vom Stadtpark die Laternen –                    | DE1 (6 Mt.)DE | — | — | Erstveröffentlichung: 1. Juli 1963 mit Gitte Hænning                              |
| 1963 | Glück gehört dazu (Schloß auf dem Mond) –       | DE16 (3 Mt.)DE | — | — | Erstveröffentlichung: 1. Dezember 1963                                            |
| 1964 | Zwei auf einer Bank –                           | DE13 (3 Mt.)DE | — | — | Erstveröffentlichung: 1. Januar 1964 mit Gitte Hænning                            |
| 1964 | Jetzt dreht die Welt sich nur um dich –         | DE8 (5 Mt.)DE | — | — | Erstveröffentlichung: 1. April 1964 mit Gitte Hænning                             |
| 1964 | Bravo Bambina –                                 | DE20 (2 Mt.)DE | — | — | Erstveröffentlichung: 1. Juni 1964                                                |
| 1964 | Hokus-Pokus –                                   | DE15 (2 Mt.)DE | — | — | Erstveröffentlichung: 1. August 1964 mit Gitte Hænning                            |
| 1964 | Der Colt steckt immer im Pyjama –               | DE18 (3½ Mt.)DE | — | — | Erstveröffentlichung: 1. Oktober 1964                                             |
| 1965 | Leider, leider –                                | DE25 (1½ Mt.)DE | — | — | Erstveröffentlichung: 15. Februar 1965                                            |
| 1965 | Dein Glück ist mein Glück –                     | DE20 (2½ Mt.)DE | — | — | Erstveröffentlichung: 1. März 1965 mit Gitte Hænning                              |
| 1965 | Wenn es sein muß, kann ich treu sein –          | DE11 (3½ Mt.)DE | — | — | Erstveröffentlichung: 1. Juli 1965                                                |
| 1965 | Sweet Hawaii –                                  | DE33 (½ Mt.)DE | — | — | Erstveröffentlichung: 15. August 1965 mit Gitte Hænning                           |
| 1965 | Chim-Chim-Cheri –                               | DE17 (2 Mt.)DE | — | — | Erstveröffentlichung: 15. November 1965 deutsche Version von Chim Chim Cher-ee    |
| 1966 | Rosen brauchen Sonnenschein –                   | DE22 (1 Mt.)DE | — | — | Erstveröffentlichung: 1. August 1966                                              |
| 1966 | Augen wie zwei Sterne –                         | DE12 (3 Mt.)DE | — | — | Erstveröffentlichung: 15. Oktober 1966                                            |
| 1967 | Ein Ring aus Gold –                             | DE20 (3½ Mt.)DE | — | — | Erstveröffentlichung: 1. März 1967                                                |
| 1967 | Sommerblau –                                    | DE22 (1½ Mt.)DE | — | — | Erstveröffentlichung: 1. Juli 1967                                                |
| 1967 | Der Mond hat seine Schuldigkeit getan –         | DE17 (1½ Mt.)DE | — | — | Erstveröffentlichung: 1. September 1967                                           |
| 1968 | Wer das verbietet –                             | DE35 (1½ Mt.)DE | — | — | Erstveröffentlichung: 15. Juli 1968                                               |
| 1968 | Dondolo –                                       | DE10 (3½ Mt.)DE | — | — | Erstveröffentlichung: 15. Dezember 1968                                           |
| 1969 | Tschitti tschitti bäng bäng –                   | DE32 (½ Mt.)DE | AT15 (2 Mt.)AT | — | Erstveröffentlichung: 15. April 1969 deutsche Version von Chitty Chitty Bang Bang |
| 1970 | Love a Little Bit (Melinda) –                   | DE25 (3½ Mt.)DE | — | — | Erstveröffentlichung: 1. Februar 1970                                             |
| 1970 | Keine Macht auf Erden –                         | DE31 (1 Mt.)DE | — | — | Erstveröffentlichung: 1. Juli 1970                                                |
| 1970 | Hast du Angst vor der Liebe –                   | DE32 (1 Mt.)DE | — | — | Erstveröffentlichung: 21. Dezember 1970                                           |
| 1971 | Memories –                                      | DE15 (14 Wo.)DE | — | — | Erstveröffentlichung: 24. Mai 1971                                                |
| 1972 | Tausend und eine Nacht –                        | DE49 (2 Wo.)DE | — | — | Erstveröffentlichung: 24. April 1972                                              |
| 1972 | Dunja / Darling –                               | DE43 (2 Wo.)DE | — | — | Erstveröffentlichung: 10. Juli 1972                                               |
| 1972 | Fiesta Mexicana –                               | DE5 (29 Wo.)DE | — | — | Erstveröffentlichung: September 1972                                              |
| 1973 | Hasta la vista (schönes Mädchen, weine nicht) – | DE39 (7 Wo.)DE | — | — | Erstveröffentlichung: 30. April 1973                                              |
| 1973 | Der Sommer ist vorbei –                         | DE15 (17 Wo.)DE | — | — | Erstveröffentlichung: 12. November 1973                                           |
| 1974 | Mary-Ann Good-Bye –                             | DE23 (6 Wo.)DE | — | — | Erstveröffentlichung: 4. März 1974                                                |
| 1974 | Marie, der letzte Tanz ist nur für dich –       | DE6 (21 Wo.)DE | AT17 (2 Mt.)AT | — | Erstveröffentlichung: 23. September 1974                                          |
| 1975 | Schließ die Augen, wenn du glücklich bist –     | DE46 (4 Wo.)DE | — | — | Erstveröffentlichung: 28. April 1975                                              |
| 1975 | Der letzte Sirtaki –                            | DE9 (11 Wo.)DE | — | — | Erstveröffentlichung: 1. September 1975                                           |
| 1976 | Küsse von dir –                                 | DE27 (10 Wo.)DE | — | — | Erstveröffentlichung: April 1976 deutsche Version von Save Your Kisses for Me     |
| 1976 | Tu es noch einmal –                             | DE49 (1 Wo.)DE | — | — | Erstveröffentlichung: 10. Mai 1976                                                |
| 1981 | Wenn ich je deine Liebe verlier’ –              | DE18 (24 Wo.)DE | — | — | Erstveröffentlichung: 22. Juni 1981                                               |
| 1981 | Laß mich dich noch einmal spür’n –              | DE64 (2 Wo.)DE | — | — | Erstveröffentlichung: 30. November 1981                                           |
| 1982 | Wenn du mich brauchst –                         | DE26 (21 Wo.)DE | — | — | Erstveröffentlichung: 3. Mai 1982                                                 |
| 1983 | Und sie hieß Julie –                            | DE62 (4 Wo.)DE | — | — | Erstveröffentlichung: 27. Juni 1983                                               |
| 1991 | Andrea –                                        | DE74 (10 Wo.)DE | — | — | Erstveröffentlichung: 8. Juli 1991                                                |

grau schraffiert: keine Chartdaten aus diesem Jahr verfügbar
Weitere Singles
| - 1958: Rexy zähl’ auf mich (Rex Gildo und der Teenager-Club) - 1959: Denk an mich in der Ferne - 1960: Sag mir, was du denkst (mit Conny Froboess & Peter Kraus) - 1960: Lippenstift am Jackett (mit Conny Froboess) - 1961: Eine Story ohne Happy-End - 1963: Schloß auf dem Mond - 1964: Wenn Verliebte abends bummeln geh’n (mit Gitte Hænning) - 1965: Nie hast du gefragt - 1965: Mit ’nem Teelöffel Zucker - 1965: Silberglocken läuten - 1967: Comme ci comme ça - 1967: Wer dich kennt der muß dich lieben - 1967: Man muß auch mal verlieren können - 1969: Das große Spiel - 1971: Borriquito - 1973: Weihnacht im Schnee - 1976: Ein Fest für Luzifers Freunde - 1977: Eviva el amor - 1977: Hochzeit in Athen - 1978: Love Is in the Air - 1978: Sally komm wieder - 1978: Die Liebe, die der Wein gemacht - 1980: Holly-Ho Havana - 1980: La Bandida - 1982: Wenn du nicht mehr da bist | - 1983: Und plötzlich ist es wieder da - 1984: Dir fehlt Liebe - 1985: Mamma mia - 1985: Du ich lieb’ dich - 1986: Torero (er bringt ihr spanische Rosen) - 1986: Was ist schon eine Nacht - 1987: Eine Nacht in Venedig - 1988: Für mich wirst du ein neuer Anfang sein - 1988: Wenn Madlena weint - 1989: Mexikanische Nacht - 1989: Copacabana (1989) - 1990: Darling, bei dir ist es immer so schön - 1991: Margarita - 1991: Unvergesslich - 1992: Verrückt, verliebt und atemlos - 1992: Toujours amour - 1994: Das mit uns, das könnt’ was werden - 1995: Fiesta Mexicana ’95 (Tekkno Heart feat. Rex Gildo) - 1997: Vaya con dios - 1999: Du bist mein Wunder - 1999: Hossa! Megamix - 1999: Nur du und sonst gar nichts - 2000: San Sebastian - 2000: Fräulein, pardon |

## Boxsets
- 1999: 2 CD Box

## Statistik

### Chartauswertung
|                     | DE    | AT    | CH    |
| ------------------- | ----- | ----- | ----- |
| Nummer-eins-Alben   | DE—DE | AT—AT | CH—CH |
| Top-10-Alben        | DE—DE | AT—AT | CH—CH |
| Alben in den Charts | DE1DE | AT—AT | CH—CH |

|                       | DE     | AT    | CH    |
| --------------------- | ------ | ----- | ----- |
| Nummer-eins-Singles   | DE2DE  | AT—AT | CH—CH |
| Top-10-Singles        | DE12DE | AT—AT | CH—CH |
| Singles in den Charts | DE54DE | AT2AT | CH—CH |